# Певнев, Владимир Николаевич
Владимир Николаевич Певнев (род. 23 апреля 1974, Щучинск, Казахская ССР, СССР) — российский профессиональный баскетболист и тренер. Директор баскетбольного клуба «Новосибирск».

## Карьера
С детства Владимир Певнев, которому достался высокий рост, увлекся баскетболом. Первым тренером Владимира стал Прач Юрий Михайлович. За время обучения в средней школе №7 поселка Боровое Щучинского района, неоднократно становился чемпионом города и области, где признавался лучшим центральным нападающим. Также выступал за сборную Кокчетавской области на чемпионате Казахской ССР.
Профессиональную карьеру игрока Певнев начинал в 1991 году в омском «Шиннике». В период с 1993 по 2003 годы выступал за новосибирский «Сибирьтелеком-Локомотив». Два года провёл в качестве игрока и капитана команды «Спартак-Приморье", с которой стал чемпионом лиги. Год отыграл в «Буревестнике» (Киров).
Свою тренерскую карьеру Владимир Певнев начал в «Спартак-Приморье», в котором работал ассистентом главного тренера Сергея Анатольевича Бабкова в период с 2006 по 2009 год. В 2009 году Владимир Николаевич вернулся в Новосибирск и возглавил молодёжную команду НГУ, которая являлась фарм-командой «СибирьТелеком-Локомотива». Под его руководством клуб занял 8 место в Первенстве молодёжных команд. В 2011 году Владимир Певнев вошёл в тренерский штаб БК «Новосибирск» и был ассистентом главного тренера до окончания сезона 2012—2013 гг.
В сезоне 2014—2015 гг. команда БК «Новосибирск», возглавляемая Владимиром Певневым, оформила «золотой дубль» — стала обладателем Кубка России и чемпионом среди мужских клубов Суперлиги, завоевав право на участие в Европейских клубных соревнованиях и Лиге ВТБ. В 2016 году Владимир Николаевич был назначен на пост старшего тренера молодежной сборной России.
В 2023 году назначен директором БК «Новосибирск».

## Достижения
- Чемпион Суперлиги: 2014/2015
- Обладатель Кубка России (2): 2014/2015, 2016/2017
- Бронзовый призёр Кубка России (2): 2017/2018, 2018/2019